# استرکورونیوم یدید
استرکورونیوم یدید (انگلیسی: Stercuronium iodide) یک عامل مسدود کننده عصبی عضلانی آمینواستروئیدی است که هرگز به بازار عرضه نشد. این دارو یک آنتاگونیست رقابتی گیرنده استیل کولین نیکوتین (nAChR) و همچنین یک مهارکننده استیل کولین استراز است.